# Odznaka „Za Zasługi dla Miasta Łodzi”

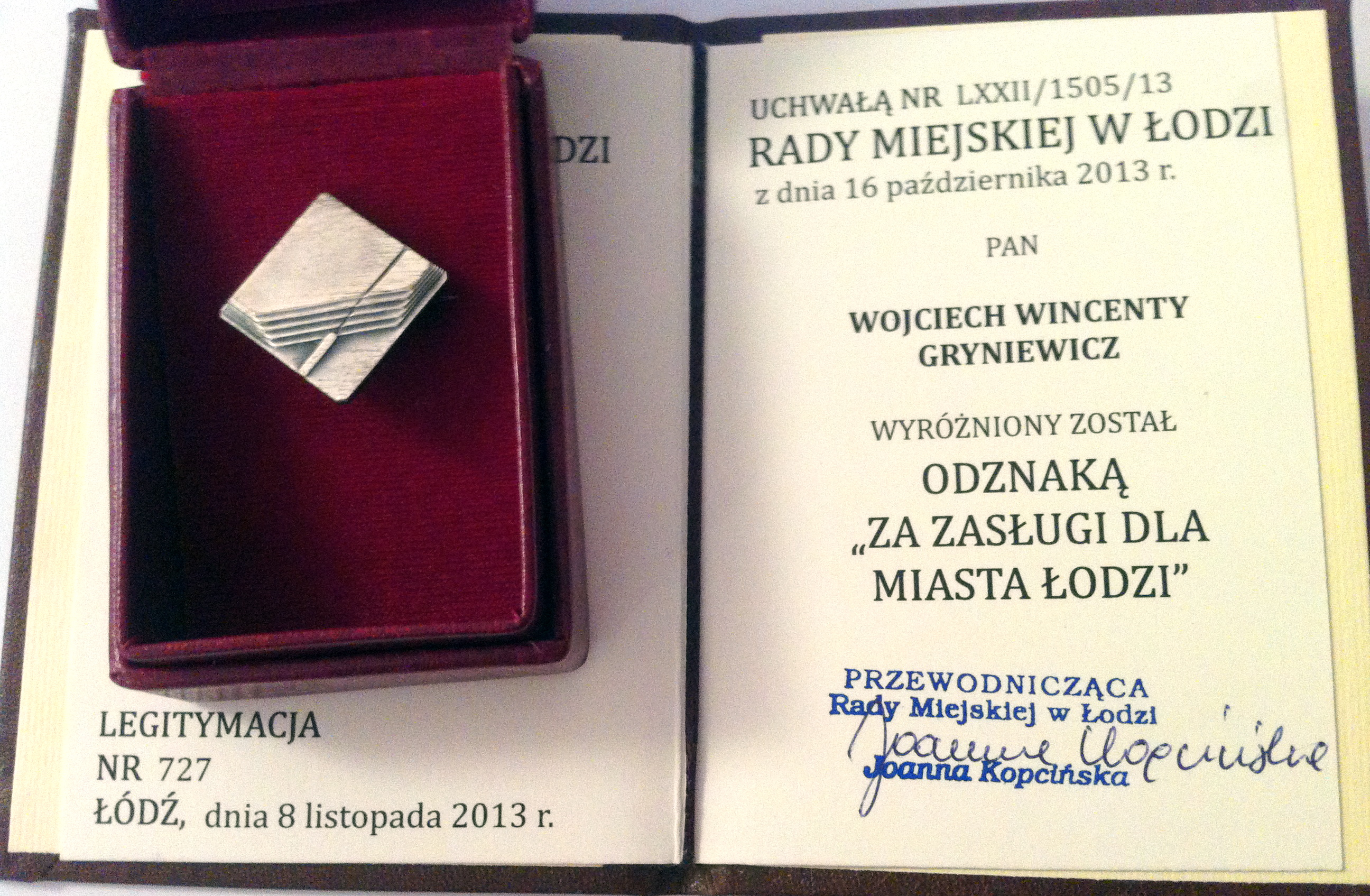
Odznaka Wojciecha Gryniewicza z legitymacją wydana przez ówczesną przewodniczącą rady miejskiej w Łodzi Joannę Kopcińską

Odznaka „Za Zasługi dla Miasta Łodzi” – polskie odznaczenie samorządowe przyznawane przez radę miasta Łodzi osobom zasłużonym dla Miasta. Odznaka nadawana jest od 1992.

## Charakterystyka
Odznakę „Za Zasługi dla Miasta Łodzi” nadaje Rada gminy za działalność na rzecz Miasta godną szczególnego uznania. Może być nadawana osobom fizycznym i organizacjom społecznym a także może być nadana jako Odznaka pośmiertna kandydatom, od śmierci których nie upłynęło więcej niż 5 lat.
Odznakę tą nadaje się dwa razy w roku, z okazji: Święta Niepodległości (11 listopada) i Święta Miasta Łodzi (15 maja).
Nadaje się ją na wniosek: 
- przewodniczącego Rady
- komisji Rady
- Prezydenta
- instytucji naukowych lub organizacji społecznych szczebla co najmniej miejskiego
- grupy co najmniej 10 radnych

Nadanie Odznaki potwierdza się wydaniem legitymacji osobie fizycznej, a okazjonalnego dyplomu organizacji społecznej. 
Ewidencję podmiotów odznaczonych oraz sprawy organizacyjno-techniczne związane z nadawaniem Odznaki prowadzi Biuro Rady Miejskiej.

## Odznaczeni
Od ustanowienia do 12 października 2022 otrzymało ją 1029 osób lub organizacji. W edycji wiosennej w roku 2022 otrzymało ją 9 osób. 